# Regionaal Veiligheidssysteem
Het Regionaal Veiligheidssysteem is een organisatie voor de gezamenlijke defensie van de meeste lidstaten van de Organisatie van Oost-Caribische Staten en Barbados. Het Veiligheidssysteem moest een antwoord bieden op dreigingen die de veiligheid in de Caraïben in de periode rond 1980 in het gedrang brachten. Het systeem patrouileert tegenwoordig de Caribische Zee en onderneemt er acties tegen de smokkel van onder meer drugs. Het Regionaal Veiligheidssysteem bestaat uit militairen en politie-agenten uit de lidstaten die wel onder nationaal bevel blijven staan. Het heeft twee Fairchild C-26 Metroliner-propellorvliegtuigen die beiden op de Internationale Luchthaven Grantley Adams nabij de Barbadiaanse hoofdstad Bridgetown gestationeerd zijn.

## Geschiedenis
In oktober 1982 tekenden vier leden van de OOCS — Antigua en Barbuda, Dominica, Saint Lucia en Saint Vincent en de Grenadines — en Barbados een memorandum van overeenstemming waarbij een land op verzoek bijstand kon krijgen van de andere. Saint Kitts and Nevis vervoegden de organisatie na hun onafhankelijkheid in 1983, Grenada in 1985. In 1992 werd de overeenkomst aangepast en in maart 1996 kreeg deze middels een verdrag juridische status.
In oktober 1983 herstelde het Regionaal Veiligheidssysteem samen met Amerikaanse troepen de democratie in Grenada nadat de verkozen regering daar was omvergeworpen door een communistisch regime. In 1990 stuurde het RVS manschappen na de poging tot staatsgreep op Trinidad en Tobago. Verder bood het Systeem meermaals hulp na de doortocht van orkanen en in 2010 ook na de aardbeving die Haïti trof.

## Lidstaten
- Antigua en Barbuda (stichtend lid)
- Barbados (stichtend lid)
- Dominica (stichtend lid)
- Saint Lucia (stichtend lid)
- Saint Vincent en de Grenadines (stichtend lid)
- Saint Kitts en Nevis (sinds september 1983)
- Grenada (sinds januari 1985)

Enkel Montserrat is als Brits overzees gebied wel lid van de Organisatie van Oost-Caribische Staten maar geen lid van het Regionaal Veiligheidssysteem.